# Techija

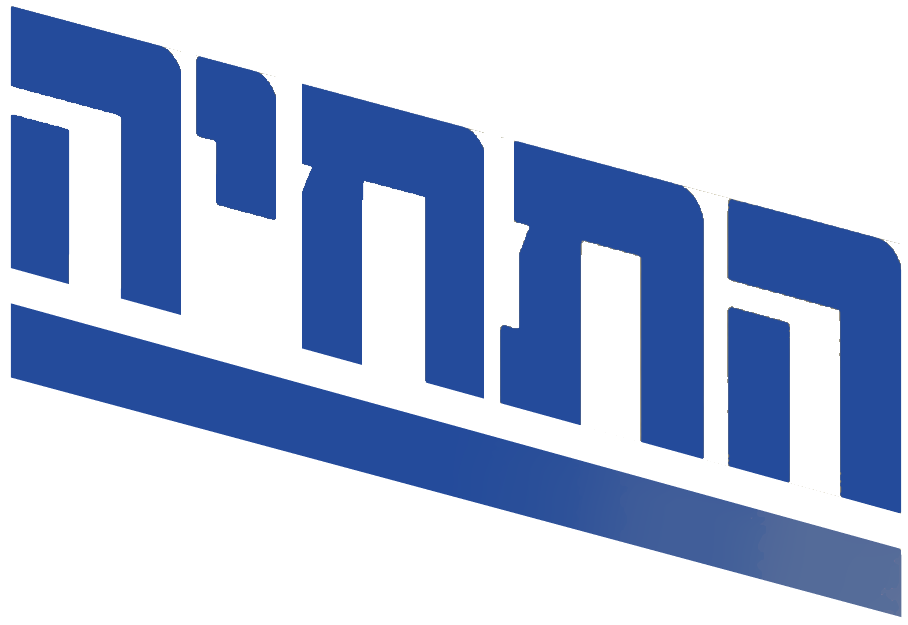
Logo der Partei

Techija (hebräisch תְּחִיָּה Tchijjah, deutsch ‚Wiederbelebung‘) war eine extrem rechte nationale und nationalreligiöse Partei in Israel, die von 1979 bis 1992 bestand. Gründerin der Partei war Geula Cohen.

## Name
Ursprünglich war diese Partei bekannt als Banai (בנא״י), Akronym für Bund der an das Land Israel Glaubenden (בְרִית נֶאֱמְנֵי אֶרֶץ יִשְׂרָאֵל). Das Akronym Bsetzt sich zusammen aus den Anfangsbuchstaben von:
- Brit (hebräisch בְרִית)
- Näʾämənej (hebräisch נֶאֱמְנֵי)
- Eretz (hebräisch אֶרֶץ)
- Israʾel (hebräisch יִשְׂרָאֵל)

Danach wurde sie Techija-Banai (תחייה-בנא״י) genannt, schließlich nur noch Techija.

## Hintergrund
Die Partei wurde 1979 als Reaktion auf den Friedensvertrag mit Ägypten als rechte Abspaltung des Likud gegründet. Die Mitglieder der neuen Partei lehnten es ab, Ägypten die Sinaihalbinsel wieder zurückzugeben. Der Historiker Michel Abitbol bezeichnet die Mitglieder als „extremitischen Flügel“ des Likud. Der Historiker Jean-Pierre Filiu bezeichnet die Partei als rechtsextrem. Gründungsmitglied und Vorsitzender der Partei war der Physiker Juval Ne’eman. 
Techija war die erste Partei, in der religiöse und nichtreligiöse Personen praktisch zusammenarbeiteten, um jeden weiteren territorialen Kompromiss zu verhindern. Letztlich verstand sich die Partei dabei als politischer Arm von Gusch Emunim. Im Juni 1981 trat sie in die Regierung Begin ein. Von 1984 bis 1987 bildete Techija eine gemeinsame Liste mit Zomet. Nachdem sie 1992 ihr letztes Mandat in der Knesset verloren hatte, löste sich die Partei auf.

## Abgeordnete im israelischen Parlament
| Knesset (Anzahl der Mitglieder) | Abgeordnete in der Knesset                                                                                   |
| ------------------------------- | --- |
| 9. Knesset, 1977 (2)            | Geula Cohen, Mosche Schamir                                                                                  |
| 10. Knesset 1981 (3)            | Geʾula Cohen, Juval Ne’eman, Chanan Porat (ersetzt durch Zvi Schiloah)                                       |
| 11. Knesset 1984 (5 −1)         | Geula Cohen, Juval Neʾeman, Gershon Shafat, Eliezer Waldman − Rafael Eitan (wanderte zur Tzomet ab)          |
| 12. Knesset 1988 (3)            | Geʾula Cohen, Juval Neʾeman (ersetzt durch Elyakim Haetzni), Eliʿeser Waldman (ersetzt durch Gershon Shafat) |